# بایونز
بایونز (به فرانسوی: Bayons) یک کمون در فرانسه است که در canton of Turriers واقع شده‌است. بایونز ۱۲۵٫۷۵ کیلومتر مربع مساحت دارد ۸۷۰ متر بالاتر از سطح دریا واقع شده‌است.